# Giuseppe Pende
Giuseppe Pende (Casamassima, 20 settembre 1914 – Fermo, 2001) è stato un pittore, scultore e triplista italiano.

## Biografia
Di origine pugliese, comincia a dipingere all'età di 8 anni grazie anche alla passione del padre Nicola, pittore dilettante di professione magistrato, dimostrando sin dai primissimi anni notevole propensione alla pittura.

Dopo il Liceo classico, nel 1933, si trasferisce a Roma dove si iscrive alla facoltà di Architettura. Nello stesso periodo frequenta con ottimi risultati i campi di atletica e nel 1935 diviene campione italiano di salto triplo ai campionati italiani assoluti di atletica leggera tenutesi a Firenze presso lo stadio Artemio Franchi. Tuttavia, già dallo stesso anno, cambia indirizzo di studi e si iscrive all'Accademia di Belle Arti che interrompe nel 1937 per provvedere economicamente al mantenimento della sua famiglia creatasi da poco con Ida Bacchini; così si iscrive e frequenta un corso a Spoleto per ufficiali, dove consegue la carica militare.

Dall'entrata in guerra dell'Italia, nel 1940, è chiamato alle armi e inviato in Albania dove riceve un encomio per la sua mansione di cartografo ai confini con la Grecia.

Nel 1942 è destinato al campo di concentramento PG70 di Fermo, città dove rimarrà tutta la vita.

Dal '59 è chiamato a insegnare nell'appena nato Istituto Statale d’Arte di Fermo dal suo fondatore architetto Umberto Preziotti, come professore di pittura e disegno dal vero, dando così il via al sodalizio con la scuola che durerà fino al suo pensionamento.

Nel 1992, durante la 1ª edizione del Plauso Città di Fermo, gli fu assegnato il premio destinato alle personalità distinte per impegno, partecipazione, inventiva e valorizzazione del territorio.

Persona eclettica dal carattere aperto, ha comunque rifuggito la scena artistica contemporanea. Sebbene il suo carattere fosse poco incline alla notorietà, molti personaggi pubblici frequentarono la sua casa fermana, alcuni particolarmente noti nelle loro professioni come Pietro Mennea, Paolo Volponi, Luciano Barca e Mario Dondero, tutti colpiti dalla tecnica e dalla ricerca pittorica dell'artista.

Dopo la morte viene aperto un museo dedicato all'artista, per raccogliere la sua opera e documentarne la vita.

Alcuni suoi dipinti e sculture sono in enti pubblici e privati, chiese e gallerie d'arte.
Molti dei suoi allievi sono divenuti artisti affermati, tra cui lo scenografo Giancarlo Basili.

## Pittura e scultura
Tra gli anni '50 e '60, inizia a eseguire sculture in varie tecniche e dimensioni, come ad esempio nel medaglione in bassorilievo commissionatogli dal comune di Fermo per l'inaugurazione della stagione lirica tenutasi nell'agosto 1963 presso il Teatro dell'Aquila che ritraeva Mario Del Monaco, ospite di rilievo per l'occasione e interprete dell'opera lirica Sansone e Dalila 

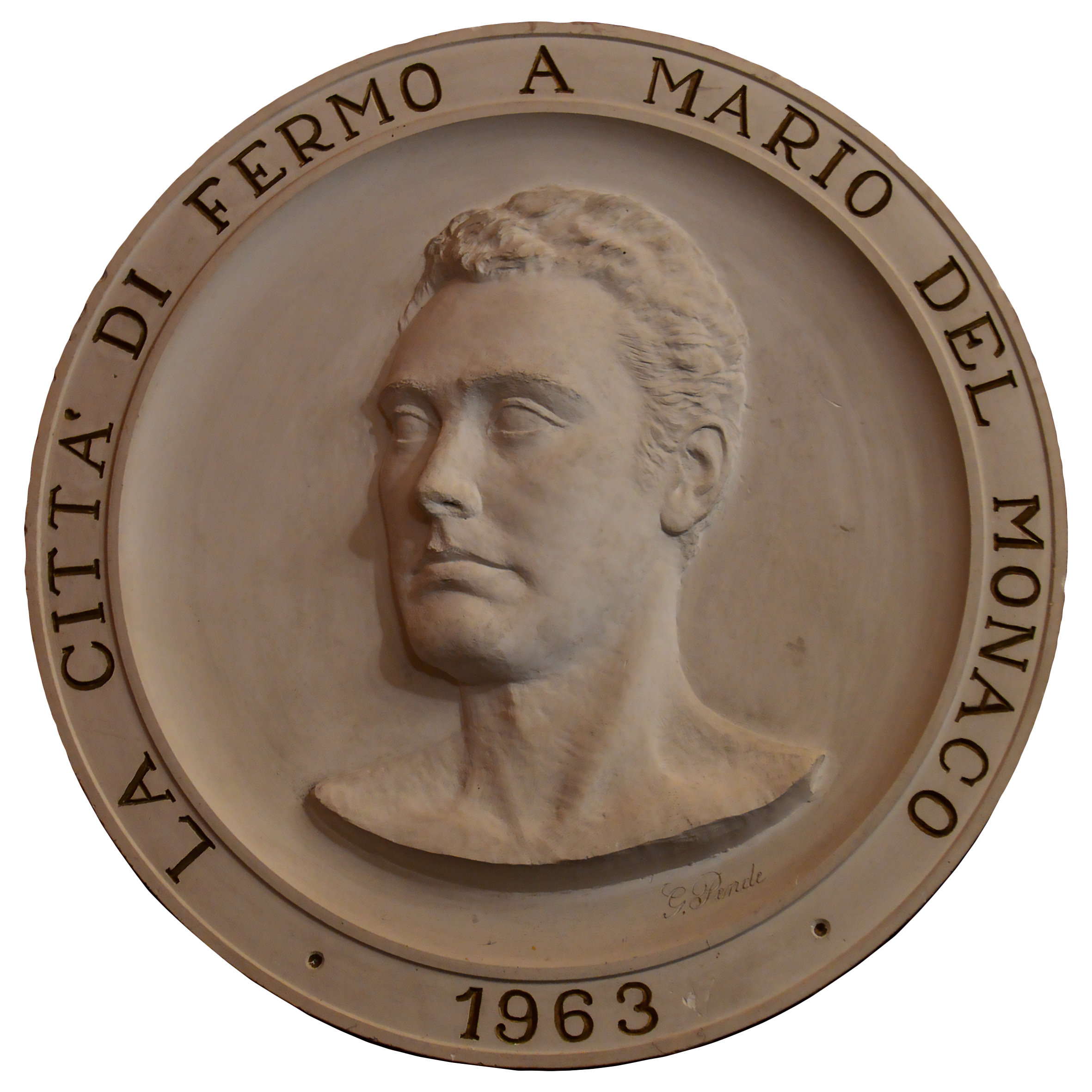
Medagione in bassorilievo che ritrae Mario Del Monaco

, o al tutto tondo, oppure dai bronzi alle statue lignee.

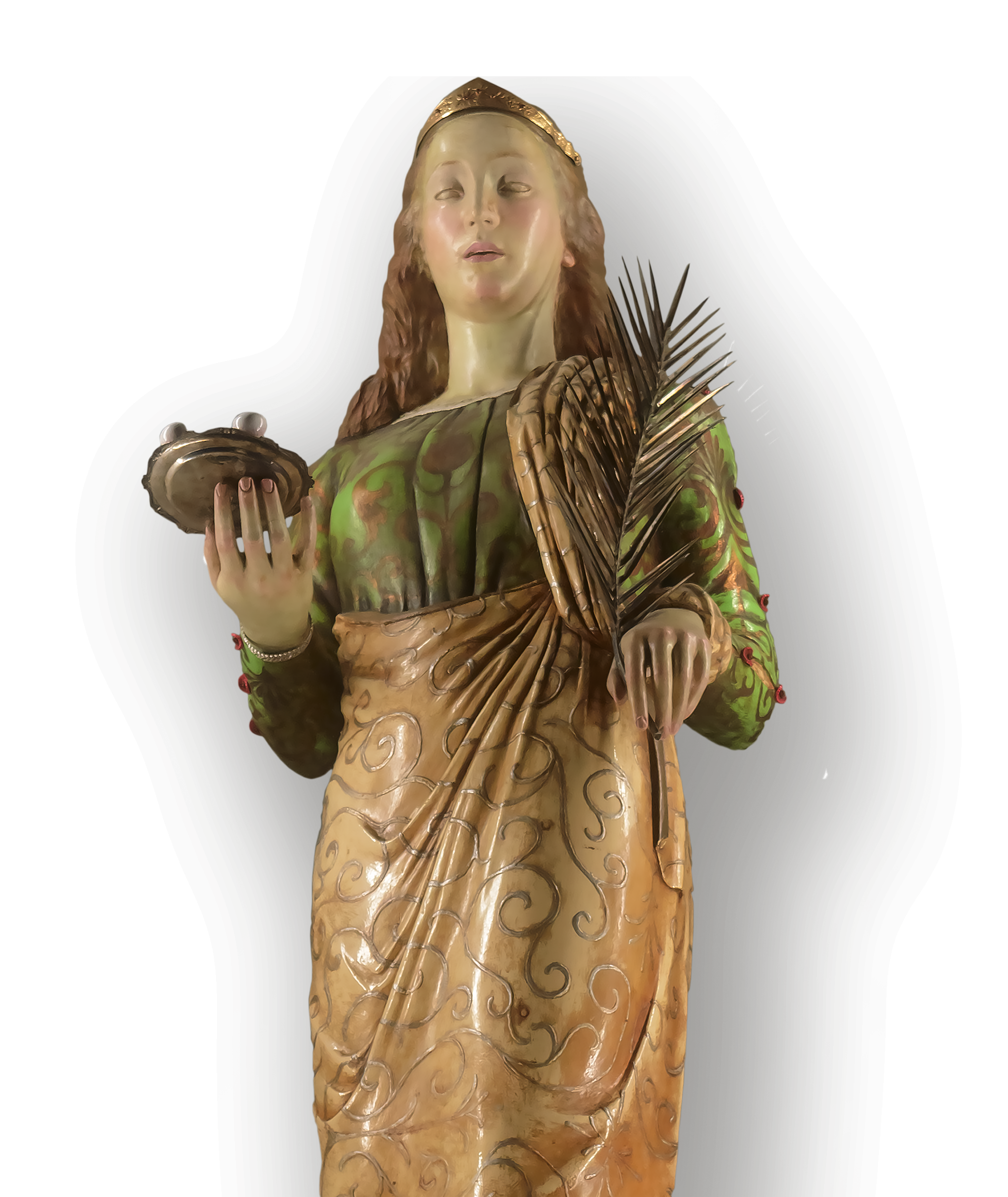
Scultura lignea Santa Lucia

Dai primi anni settanta i colori ad olio iniziano a provocargli dei malesseri e dopo qualche anno ne limita l’uso, aggiungendo al primo abbozzo altri tipi di pittura. Inizia allora ad usare tempere, acrilici, pastelli, matite, pennarelli e persino le biro. Anche i supporti sui quali dipinge sono i più disparati: tele, formiche, lastre zincate, alluminio, ottone, tavole, carta e cartoncini, piastrelle di ceramica, masonite, seta e altre stoffe. Con queste tecniche dipingerà fino alla morte.

Amante del vero e del verosimile di soggetti anche irreali e fantastici, molti quadri dell'artista sono popolati da minuscoli individui e animali mimetizzati tra sassi, rocce e vegetali, cosicché, in ogni piccola porzione si intravedono tanti piccoli quadri che compongono l'intera opera.

## Mostre
- 1984 Palazzo dei Priori, Fermo[9]
- 2014 Museo Giuseppe Pende, Fermo[10]
- 2023 Palazzo dei Priori, Fermo[11][12]

## Atletica leggera
Tesserato per il GUF di Roma, e dal '47 al 1951 alla SAF (Società di Atletica Fermo), Giuseppe Pende ha praticato l'atletica leggera per diversi anni conquistando già nel 1935 il titolo italiano nel salto triplo. 

### Campionati nazionali
- 1 volta campione italiano nel salto triplo (1935)

1935
- Oro ai campionati italiani assoluti, salto triplo - 14,48 m